# Miroslav Kadlec
Miroslav Kadlec (Uherské Hradiště, Češka, 22. lipnja 1964.) je češki bivši nogometaš i umirovljeni nacionalni reprezentativac.

## Karijera

### Klupska karijera
Kadlec je tijekom igračke karijere nastupao u domovini kao i u njemačkom Kaiserslauternu s kojim je dva puta bio njemački prvak (1991. i 1998.).
2001. proglašen je češkim igračem godine a karijeru je završio 2002. u Brnu.

### Reprezentativna karijera
Igrač je najprije bio reprezentativac Čehoslovačke te je s njome nastupio na Svjetskom prvenstvu 1990. u Italiji. Raspadom zemlje, Kadlec je postao reprezentativac Češke.
Na EURU 1996. je s reprezentacijom ostvario najveći uspjeh od samostalnosti - nastup u finalu turnira. Kadlec je odigrao sve utakmice na Euru (izuzev Rusije u skupini zbog kartona) te je u većini njih (uključujući i finale) bio kapetan reprezentacije. Istaknuo se u polufinalnoj utakmici protiv Francuske koja je odlučivana na jedanaesterce. Upravo se njegov kazneni udarac pokazao ključnim za plasman Češke u finale.

#### Pogoci za reprezentacije
| #  | Datum            | Mjesto             | Protivnik   | Pogodak | Rezultat | Natjecanje                      |
| -- | ---------------- | ------------------ | ----------- | ------- | -------- | ------------------------------- |
| 1. | 2. rujna 1992.   | Prag, Čehoslovačka | Belgija     | 1 : 1   | 1 : 2    | Kvalifikacije za SP u SAD-u 94' |
| 1. | 29. ožujka 1995. | Ostrava, Češka     | Bjelorusija | 1 : 0   | 4 : 2    | Kvalifikacije za EURO 1996.     |

## Osvojeni trofeji

### Klupski trofeji
| Klub                 | Trofej     | Sezona / godina |
| Njemačka             | Njemačka   | Njemačka        |
| -------------------- | ---------- | --------------- |
| 1. FC Kaiserslautern | Bundesliga | 1990./91.       |
| 1. FC Kaiserslautern | DFB-Pokal  | 1996.           |
| 1. FC Kaiserslautern | Bundesliga | 1997./98.       |

### Reprezentativni trofeji
| Turnir                         | Trofej | Godina |
| ------------------------------ | ------ | ------ |
| Europsko prvenstvo u Engleskoj | Srebro | 1996.  |

## Privatni život
Miroslav Kadlec ima sina Michala koji je također češki reprezentativac a trenutno igra za turski Fenerbahče.

## Vanjske poveznice
- Fussballdaten.de